# Игра в снежки (фильм)
«Игра в снежки» (фр. Bataille de boules de neige) — немой чёрно-белый короткометражный фильм Луи Люмьера. Премьера состоялась во Франции 7 февраля 1896 года.

## Сюжет
Люди играют в снежки. Вдруг, проезжающий мимо велосипедист, попадает под обстрел и, теряя шапку, падает с велосипеда. Пока герой сопротивляется граду снежков и пытается встать, один из стрелков поднимает велосипед, увидев это, герой забирает велосипед и забыв о шапке, бросается в обратную сторону той, куда направлялся.

## Производство
Фильм снимали в Лионе на улице Cours Albert Thomas (перекрёсток с Rue Jeanne Koehler). Фильм показывали с помощью проектора и проявителя. Обычно фильмы братьев Люмьер делались в формате 35 мм и в масштабе 1.33:1.

## Состояние
Фильм был включён в несколько сборников, в том числе The Movies Begin — A Treasury of Early Cinema, 1894—1913.